# Françoise Cloarec
Pour les articles homonymes, voir Cloarec.
Françoise Cloarec, née en 1957 à Paris est une écrivaine, peintre et psychanalyste française.

## Biographie
Après des études à l’École nationale supérieure des beaux-arts dont elle est diplômée en 1972, Françoise Cloarec s'oriente vers la psychanalyse et prépare à l'Université Paris 7 un doctorat de psychanalyse sur Séraphine de Senlis, qu'elle soutient en 1984.
En plus de son activité comme psychanalyste et psychologue clinique à l'hôpital de Ville-Évrard, elle est aussi peintre et a notamment exposé à l'orangerie du Jardin du Luxembourg en 2000.	
Françoise Cloarec est aussi écrivaine. Elle a écrit plusieurs ouvrages sur des femmes artistes (Séraphine de Senlis, Camille Claudel, Marie Laurencin), ainsi que des romans qui évoquent la Syrie, pays qui l'a beaucoup marquée quand elle l'a découvert en 1993 à l'occasion d'une conférence et d'une exposition de ses peintures à Alep.
Elle devient chevalière des arts et des lettres en 2001, et fait partie en 2017 et en 2018 du jury du prix Anaïs-Nin.
Fait partie du prix littéraire "Montluc, Résistance et Liberté"

## Œuvres Juliette, dans l’ombre de Colette, Libretto, 2025
- Bîmâristâns, lieux de folie et de sagesse, L'Harmattan, 1998
- Syrie, un voyage en soi, L'Harmattan, 2000
- Le Caravansérail, Paris, L’Harmattan, 2002, 206 p.  (ISBN 2-7475-2188-5)
- Le Temps des consuls. L’Échelle d’Alep sous les Ottomans, Paris, L’Harmattan, 2003, 171 p.  (ISBN 2-7475-5410-4)
- Désorientée. Les Routes incertaines, Paris, L’Harmattan, 2006, 147 p.  (ISBN 2-296-00883-6)
- Séraphine. La Vie rêvée de Séraphine de Senlis, Paris, Éditions Phébus, 2008, 172 p.  (ISBN 978-2-7529-0364-8)[10],[11]
- Storr. Architecte de l’ailleurs, Paris, Éditions Phébus, 2010, 170 p.  (ISBN 978-2-7529-0485-0)
- Quand la mer peint, photos de Monique Pietri, Libourne, France, La part des anges éditions, 2010, 59 p.  (ISBN 978-2-912882-30-1)
- L’Âme du savon d’Alep, photos de Marc Lavaud, Paris, Éditions Noir sur Blanc, 2013, 200 p.  (ISBN 978-2-88250-298-8)
- De père légalement inconnu, Paris, Éditions Phébus, 2014, 148 p.  (ISBN 978-2-7529-0990-9)[12],[13]
- L’Indolente. Le Mystère Marthe Bonnard, Paris, Éditions Stock, coll. « La Bleue », 2016, 352 p.  (ISBN 978-2-234-08098-0)
- J’ai un tel désir, Paris, Éditions Stock, coll. « La Bleue », 2018, 300 p.  (ISBN 978-2-234-08336-3)
- "Dans l'ombre de sa soeur" Editions Phébus, 2022